# Dead Nation
Dead Nation es un videojuego de acción y aventuras shoot 'em up desarrollado por Housemarque y publicado por Sony Computer Entertainment para la PlayStation 3. Dead Nation tiene lugar en un mundo de ficción afectada por un apocalipsis zombi. El jugador puede jugar como un personaje masculino o femenino y luchar contra los diferentes tipos de zombis. Dead Nation fue uno de los juegos gratis dada por Sony como parte de su paquete 'Welcome Back' originado por la intrusión de PlayStation. En febrero de 2014, se anunció una versión del juego para PlayStation 4 titulada Apocalypse Edition junto con la versión para PlayStation Vita. El contenido descargable original de Road of Devastation se incluyó para las versiones de PS3 y Vita, y la versión de PS4 fue gratuita para los suscriptores de PlayStation Plus en marzo de 2014.

## Jugabilidad
Los jugadores reciben multiplicadores de puntuación y dinero al matar zombis. El dinero se utiliza para adquirir y mejorar las armas y los multiplicadores generan mejores marcadores. Cada vez que los jugadores son heridos pierden multiplicadores y salud.
Los jugadores deben abrirse paso a través de diez niveles, haciendo uso de tiendas de armas que permiten mejorar las armas y el cambio de piezas de la armadura (45 en total). Durante los niveles, los jugadores pueden encontrar cofres que contienen munición, multiplicadores, dinero o piezas de armadura. A veces los jugadores se encuentran atrapados en las zonas donde deben sobrevivir hasta que han logrado un objetivo determinado. La combinación de piezas de la armadura afecta la fuerza, la resistencia y agilidad del personaje.
Los zombis son atraídos por bengalas, alarmas de coches, granadas, minas explosivas, y máquinas expendedoras así como por explosiones o luces brillantes tales como un auto al explotar o por disparos. Los zombis pueden ser eliminados por el jugador al aprovechar riesgos ambientales en su beneficio. Los jugadores encontrarán una gran variedad de zombis. Los jugadores pueden usar un ataque de carga cuerpo a cuerpo contra los zombis, así como una gran variedad de armas.
El metagame permite a los jugadores seguir el progreso de su país en relación con otros países, así como ver los leaderboards locales. Al usar la PlayStation Network, los jugadores son agrupados con otros jugadores de su país. Cuando se erradican los zombis de un país, un nuevo ciclo de infección comienza. El modo multijugador puede ser hecho localmente o en línea para dos jugadores.

## Argumento
La sociedad se ha derrumbado y la mayor parte de la población mundial se ha convertido en zombis debido a un brote de virus. Un año después, los protagonistas (ya sea Jack McReady, Scarlett Blake o ambos cuando se juega en modo cooperativo) se preparan para abandonar su refugio en busca de comida y agua. Son inmunes a la cepa actual del virus. Después de llegar a una gasolinera, captan una transmisión de radio, pero solo está estática. Se dirigen a una comisaría de policía en busca de un medio para reforzar la señal de radio, pero descubren que necesitan llegar a un terreno más alto para hacerlo.
Después de detectar la transmisión, son contactados por el Doctor Morton, quien les dice que trabaja para la empresa Egogate Pharmacy y que está desarrollando una cura, pero que necesita dos cosas: una muestra de su ADN y una muestra de tejido del Paciente Cero, llamado Douglas Bane, el primer ser humano infectado; Luego los dirige al hospital Marrow, a través de las afueras de la ciudad.
Se abren camino por calles infestadas y, en el hospital, descubren que el cuerpo fue enterrado en un cementerio cercano. Se revela que el cuerpo fue trasladado a los muelles del puerto en tren. Sin embargo, el cuerpo fue trasladado nuevamente al aeropuerto Raven's Field, al norte del puerto, por lo que se dirigen allí y, después de recoger la cabeza de Bane, vuelan usando un helicóptero abandonado hasta las instalaciones subterráneas, donde son recibidos por el médico y les dice que les inyectarán un suero que será sintetizado por sus cuerpos y que serán fuentes vivas de la cura. Sin embargo, se convertirán en armas biológicas, controladas por la empresa para cumplir sus órdenes.
Al darse cuenta de que no tienen nada que perder y que no hay salida, muerden una cápsula de cianuro que tienen implantada dentro de su molar, en caso de que sean abrumados por zombis, para evitar soportar el dolor de ser devorados vivos. Cuando el médico nota que están muriendo, se apresura a ver qué está pasando, pero el virus zombi ha mutado y han sido infectados, convirtiéndose en zombis justo después de abrir la cápsula. Su primera muerte es el médico. Asumiendo la naturaleza de la narración en primera persona, se da a entender que se han convertido en zombis inteligentes.

## Desarrollo
El motor del juego se ha caracterizado por soportar un gran número de zombis en pantalla, así como impresionantes efectos de iluminación.

## Recepción
Dead Nation recibió comentarios positivos en su mayoría. En los sitios GameRankings y Metacritic, Dead Nation fue calificado en 78% y 77/100, respectivamente.

## Actualizaciones
Dead Nation carecía de chat de voz en línea en su lanzamiento, pero una actualización liberada el 10 de marzo de 2011 añadió esta característica. La actualización también incluye mejoras de la mira láser para armas y mejoras en la pantalla, como una indicación visual cuando el medidor de carga se llena y cuando los jugadores son heridos.
El 20 de septiembre de 2011 se lanzó una actualización, la versión 1.06 del juego, pero horas más tarde se detectó que esta generaba problemas con los progresos de los modos campaña (en línea y local) borrándolos o reseteándolos. Además, el modo cooperativo no puede estar disponible entre la versión 1.04 y 1.06 debido a que genera un fallo general en la consola PS3, haciendo que esta se quede "pegada" y el usuario tenga que forzar su reinicio o simplemente desconectarla.
El 27 de septiembre de 2011, aparece disponible en la PlaystationStore, la expansión "Road Of Devastation". Su temática consta de una serie de "asaltos" o "partidas" en las cuales el  protagonista debe hacerse paso a través de diferentes caminos que se dividen en : Armadura, Salud, Suministros, Armas, Puntos Multiplicadores, Dinero. Cada camino que uno elija influirá en la forma de la evolución del personaje. Por ejemplo si se sigue el camino del "Dinero y Salud", podremos optar por seguir un camino que nos será favorable en dinero para optimizar y comprar armas o el camino de la Salud que nos permitirá recuperarnos. Al terminar la primera Ronda, el siguiente asalto los enemigos "evolucionaran" en sus estadísticas, apareciendo en mayor número, incrementando su daño, su fuerza, resistencia, etc. por un tema de estrategia el camino que se tomó en el primero asalto NO estará disponible en el siguiente, bloqueando el paso cuando  que se avance en el Segundo. Así que debes estudiar las posibilidades y armar tu "camino" a la victoria.
Una vez que te matan, la partida acaba. Si vas en Co-op y tu compañero muere, puedes revivirlo en el siguiente checkpoint de la ruta que estas siguiendo y recuerda que solo aparecerán ítems recuperativos de salud, en el "camino de la salud".
Las Armaduras las desbloqueas y configuras cada vez que pasas por el  "camino de las armaduras", ese es el único lugar que las puedes elegir para aumentar tu defensa.
Las Armas con las que partes son el Rifle Básico y el Subfusil, más 2 bengalas, optimizables SOLO en "el camino de las armas" y en este punto cada vez que llegues tienes la posibilidad de elegir una arma para desbloquear y poder utilizar (lanzagranadas, conmocionador, etc.).Al comenzar los Asaltos, podrás optimizar tus armas y comprar municiones.
Se agregan Cercos conectados a generadores, los cuales freirán a nuestros enemigos, afectándonos también si nos encontramos en la zona de la descarga.